# Бом, Бетси тен
Элизабет «Бетси» тен Бом (нидерл. Elisabeth "Betsie" ten Boom; 19 августа 1885 — 16 декабря 1944) — голландская деятельница Движения Сопротивления, дочь Каспера тен Бома, которая является одной из главных героинь романа «Убежище», написанного её сестрой Корри. Страдала от злокачественной анемии, умерла в концлагере Равенсбрюк. Старшая из детей семейства тен Бом, она не оставила детей и не выходила замуж, а оставалась дома до начала Второй мировой войны. В 2008 году признана Праведником мира.

## Биография
Бетси тен Бом с рождения страдала от пернициозной анемии: диагноз был зафиксирован за девять недель до рождения Бетси. В связи с этим она не могла иметь детей, поэтому приняла решение не выходить замуж. Она училась в школе до 15 лет, после чего решила остаться работать в магазине своего отца, где трудилась бухгалтером. Когда Бетси простудилась, Корри выполняла её обязанности.
Семья тен Бомов была прихожанами Нидерландской реформатской церкви, а брат Виллем и сёстры Нолли и Корри вместе с Бетси занимались благотворительной деятельностью. В годы гитлеровской оккупации семья укрыла в своём доме многих евреев, скрывая их в тайной комнате. В 1944 году семью арестовали гитлеровцы и бросили в тюрьму Схевенинген. Шесть еврейских жителей, которые скрывались в доме, чудом не были обнаружены и спаслись. В тюрьме умер Каспер тен Бом, отец семейства, через десять дней после того, как тяжело заболел. Виллем, Нолли и племянник были освобождены. В июне 1944 года Бетси и Корри были сосланы в концлагерь Равенсбрюк. По свидетельствам Корри, набожная Бетси не теряла присутствия духа и всячески подбадривала сестру.
Незадолго до своей кончины Бетси заявила, что ей были три видения: дом для бывших узников; здание бывшего концлагеря, где немцы «учатся снова любить», и прекращение мучений сестёр до Нового года. 16 декабря 1944 года Бетси скончалась от анемии, а Корри из-за какой-то ошибки в записях была освобождена. В послевоенные годы Корри занялась благотворительной работой, связанной с реабилитацией пострадавших от нацистского режима и нацистских оккупантов и призывом к примирению между народами.
В 2008 году Бетси тен Бом и её отец Каспер тен Бом были официально признаны Праведниками мира, а Корри ещё в 1967 году получила это звание.